# Zastupnički dom Parlamentarne skupštine Bosne i Hercegovine
Zastupnički dom Parlamentarne skupštine Bosne i Hercegovine je donji dom Parlamentarne skupštine Bosne i Hercegovine i predstavničko je tijelo državljana Bosne i Hercegovine. Gornji dom je Dom naroda, koji predstavlja tri konstitutivna naroda Bosne i Hercegovine, Bošnjake, Hrvate i Srbe.
Zastupnički dom ima 42 zastupnika. Dvije trećine zastupnika (28) bira se s područja Federacije Bosne i Hercegovine, a preostala trećina (14) s područja Republike Srpske. Zastupnici se biraju izravno iz njihovih entiteta u skladu s Izbornim zakonom BiH.

## Ustroj rada i način odlučivanja
Ustavom BiH određeno je da je za kvorum potrebna nazočnost 22 od 42 zastupnika.
Zastupnički dom je ravnopravan s Domom naroda, što podrazumijeva da su odluke usvojene tek onda kada oba doma prihvate odluku u istom sadržaju.
Ustavom BiH odlučeno je da u Zastupničkom domu postoje dva načina odlučivanja, odlučivanje prostom i kvalificiranom većinom. Poslovnik se donosi većinom glasova, a na taj način bira se i predsjedatelj i dvojica dopredsjedatelja Zastupničkog doma, s tim da svaki od njih mora biti iz reda različitih konstitutivnih naroda. Na dužnosti predsjedatelja, odnosno dopredsjedatelja smjenjuje se svakih osam mjeseci, s tim što predsjedatelj Zastupničkog doma ne smije biti iste nacionalnosti kao i predsjedatelj Doma naroda.
Odlučivanje kvalificiranom većinom postavljeno je kao redovan način odlučivanja. Sve odluke donose se većinom nazočnih zastupnika, s tim da mora biti prisutna jedna trećina zastupnika iz svakog entiteta. Ako se to ne dogodi, predsjedatelj i dva dopredsjedatelja se sastaju kao povjerenstvo i pokušavaju ishoditi suglasnost u roku od tri dana nakon glasovanja. Ako ti napori propadnu, dolazi do ponovnog glasovanja u domu. Odluka se usvaja ako za nju glasuje većina nazočnih zastupnika, sa zahtjevom da protiv donošenja odluke ne smiju biti dvije trećine ili više zastupnika iz jednog entiteta.